# Zapora przeciwpancerna

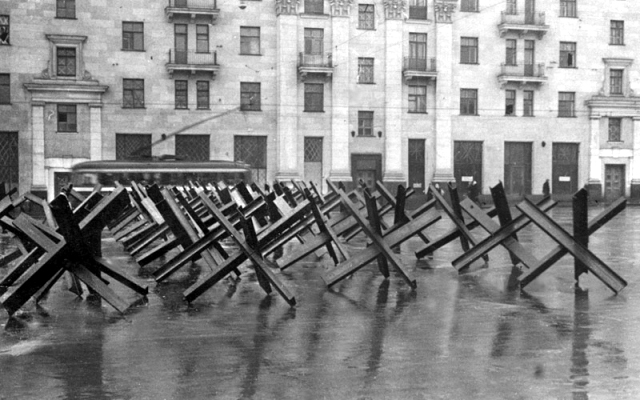
Zapora przeciwpancerna

Zapora przeciwpancerna (niekiedy nazywana przeciwczołgową) – zapora inżynieryjna przeznaczona do powstrzymywania i niszczenia czołgów i innych wozów bojowych przeciwnika. Obejmuje ona:
- pola minowe,
- rowy przeciwpancerne,
- skarpy i przeciwskarpy,
- zawały,
- słupy przeciwczołgowe,
- jeże stalowe lub żelbetowe,
- metalowe i żelbetowe smocze zęby,
- bariery przeciwczołgowe,
- barykady,
- zapory wodne.

W zimie ponadto stosuje się:
- oblodzone stoki,
- wały śnieżne,
- przeręble.